# Microporella clypeiformis
Microporella clypeiformis är en mossdjursart som beskrevs av Liu 200. Microporella clypeiformis ingår i släktet Microporella och familjen Microporellidae. Inga underarter finns listade i Catalogue of Life.